# Ghinda
Ghinda (in tigrino ጊንዳዕ) è una cittadina dell'Eritrea, capoluogo del distretto omonimo, nella regione del Mar Rosso Settentrionale.
È situata tra Asmara e Massaua, vicino alla sorgente del Sabarguma. La presenza di fonti d'acqua permette alla città di essere tra i maggior centri di produzione ortofrutticola.
La coltura tipica è il limone, pianta che fu introdotta da Carlo Cavanna, direttore della costruzione della prima ferrovia eritrea, durante l'occupazione italiana.